# Skiper Yánez Calvachi
Skiper Bladimir Yánez Calvachi (Machachi, 5 de febrero de 1972) es un sacerdote católico, teólogo dogmático y obispo ecuatoriano que actualmente se desempeña como 4.° Obispo de Babahoyo.

## Biografía
Skiper Bladimir nació el día 5 de febrero de 1972, en la ciudad ecuatoriana de Machachi. 
Realizó su formación primaria en la Escuela José Mejía Lequerica, de su ciudad natal, y la secundaria en el Seminario Menor de Quito, egresado de la Pontificia Universidad Católica del Ecuador (PUCE), en 1996. 
Tras realizar estudios en la Pontificia Universidad Gregoriana (1999-2001), obtuvo la licenciatura en Teología dogmática.

### Sacerdocio
Su ordenación sacerdotal fue el 29 de junio de 1996, en la Catedral Primada de Quito; a manos del arzobispo Antonio González Zumárraga, a la edad de 24 años.
Como sacerdote desempeñó los siguientes ministerios:
- Vicario parroquial de Sangolquí y miembro de la Comisión de Pastoral Vocacional (1996-1997).
- Párroco de la Inmaculada Concepción de Atahualpa (1997-1999).
- Párroco de Santo Domingo Savio (2001-2009).
- Director del Archivo Histórico (2001-2007).
- Profesor de Introducción a la Liturgia, en la PUCE (2002-2007).
- Profesor de Eclesiología, en el Instituto Teológico Pastoral del Ecuador (ITePE; 2002).
- Capellán del Regimiento Quito N. 1 (2002-2004).
- Notario del Tribunal Eclesiástico de Primera Instancia (2003-2007).
- Capellán del Colegio la Providencia (2005-2009).
- Miembro del Consejo de Consultores (2005-2014).
- Decano de la Zona Pastoral Quito San Blas y San Sebastián (2006-2009).
- Profesor de Eclesiología, en la Facultad Bernardino Echeverría (2007).
- Juez Relator del Tribunal de Primera Instancia (2007-2014).
- Párroco de Santa Clara de San Millán y capellán del Colegio Cardenal Spellman (2009-2013).
- Párroco de San Juan Bautista de Sangolquí (2014).
- Canciller de la curia de Quito y director del Boletín Eclesiástico arquidiocesano (2009-2014).
- Miembro del Consejo Gubernativo de Bienes (2010-2014).
- Vicario episcopal territorial de "Valle de los Chillos y Machachi" y canónigo de la Catedral Primada de Quito (2013-2014).

## Episcopado

### Obispo de Guaranda
El 24 de junio de 2014, el papa Francisco lo nombró obispo de Guaranda. Fue consagrado el 15 de agosto del mismo año, a manos del arzobispo Giacomo Guido Ottonello. Tomó posesión canónica el mismo día de su ordenación.

### Obispo de Babahoyo
El 27 de marzo de 2018, el papa Francisco lo nombró obispo de Babahoyo. Tomó posesión canónica el 19 de mayo del mismo año, durante una ceremonia en la Catedral de Babahoyo.